# A Feedbag of Truckstop Poetry
A Feedbag of Truckstop Poetry è il secondo EP pubblicato dalla punk rock band statunitense Lagwagon per la Fat Wreck Chords

## Tracce

### 7''
1. A Feedbag Of Truckstop Poetry
2. Eat Your Words
3. Want

## Formazione
- Joey Cape - voce
- Chris Flippin - chitarra
- Chris Rest - chitarra
- Jesse Buglione - basso
- Dave Raun - batteria